# Frederik van Straatsburg
Frederik van Hohenzollern bijgenaamd van Straatsburg of de Jongere († 9 maart 1365) was van 1344 tot aan zijn dood graaf van Hohenzollern. Hij behoorde tot het huis Hohenzollern.

## Levensloop
Frederik was de jongere zoon van graaf Frederik VIII van Zollern en diens echtgenote wier identiteit onbekend gebleven is. Als jongere zoon was hij voorbestemd voor een kerkelijke loopbaan en in 1333 werd hij domheer in Straatsburg. In 1342 keerde hij terug naar de wereldlijke stand, waarna hij in 1343 in het huwelijk trad met Margaretha, dochter van graaf Burchard V van Hohenberg-Wildberg. 
In 1344 verdeelde hij samen met zijn oudere broer Frederik IX, bijgenaamd de Zwarte Graaf, de vaderlijke erfenis en stichtte hij de zogenaamde Straatsburgse linie van het huis Hohenzollern. Zijn broer Frederik IX stichtte dan weer de onbelangrijke linie van de Zwarte Graaf. Frederik van Straatsburg maakte samen met zijn broer Frederik financiële aanspraken tegen Oostenrijk geldend voor de oorlogsdienst die ze hadden vervuld. In 1365 stierf Frederik van Straatsburg. Na de dood van zijn broer Frederik IX in 1377 werd Frederiks zoon Frederik XI het nieuwe familiehoofd.

## Nakomelingen
Frederik van Straatsburg en zijn echtgenote Margaretha kregen volgende kinderen:
- Frederik XI († 1401), graaf van Hohenzollern
- Margaretha († 1433), huwde eerst met Gebhard I van Rechberg, daarna in 1398 met Albrecht van Abensberg en vervolgens in 1424 met Willem van Puechberg
- Anna, huwde met Albrecht III van Rechberg
- Frederik Ostertag IV († 1399)
- Frederik († 1408/1410), domheer in Straatsburg